# Learn to Let Go
Learn to Let Go è un singolo della cantautrice statunitense Kesha, il secondo estratto dal terzo album in studio Rainbow e pubblicato il 3 novembre 2017.

## Composizione
Kesha ha tratto ispirazione per la stesura di Learn to Let Go dalla cattiva infanzia di un suo amico, ma anche dalle sue stesse sforzi per la realizzazione dell'album Rainbow. Sempre a proposito del brano, durante un'intervista condotta per il blog statunitense The Huffington Post, la cantante ha dichiarato:

## Video musicale
Il 27 luglio 2017, in concomitanza con la pubblicazione del brano come singolo promozionale, Kesha ha pubblicato il videoclip di Learn to Let Go su Vevo. In esso, la cantante balla in un giardino mentre osserva delle fotografie provenienti dalla sua infanzia e da quella dei suoi amici.

## Tracce
1. Learn to Let Go – 3:38 (Kesha Sebert, Pebe Sebert, Stuart Crichton)

Download digitale – The Remixes
1. Learn to Let Go (Feenixpaul remix) – 3:22
2. Learn to Let Go (Michael Brun remix) – 3:37